# Карраччі
Карраччі (італ. Carracci) — родина відомих художників Італії кінця 16 — початку 17 століть.
- Лодовіко Карраччі (1555—1619), художник і керівник Болонської академії мистецтв до своєї смерті.
- Аннібале Карраччі (1560—1609), двоюрідний брат Лодовіко Карраччі, його учень. Найбільш обдарований серед Карраччі.
- Агостіно Карраччі (1557—1602), другорядний художник, рідний брат Аннібале. Твори мають присмак релігійої патетики і маньєризму. Уславився еротичними гравюрами з зображенням сексуальних позицій.
- Антоніо Марціале Карраччі (1583—1618), син Агостіно Карраччі, художник.
- Франческо Карраччі (1595—1622), племінник Агостіно Карраччі, художник.

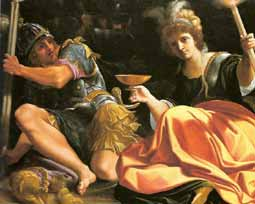
Худ. Лодовіко Карраччі. Олександр Македонський і Тейда, 1611 р..
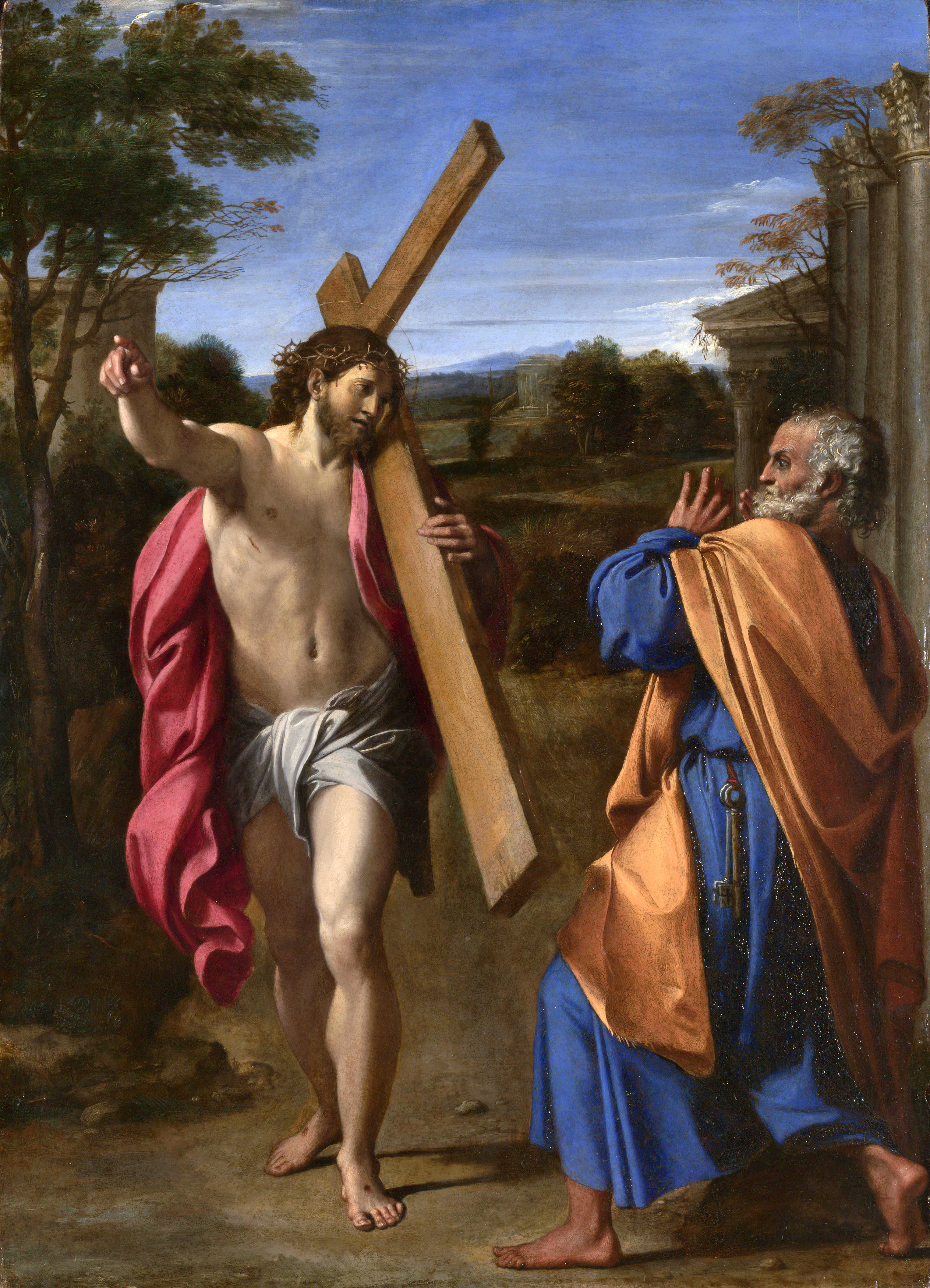
Аннібале Карраччі. Куди прямуєш, Господи?,( Апостол Петро і Христос ), 1602 р.
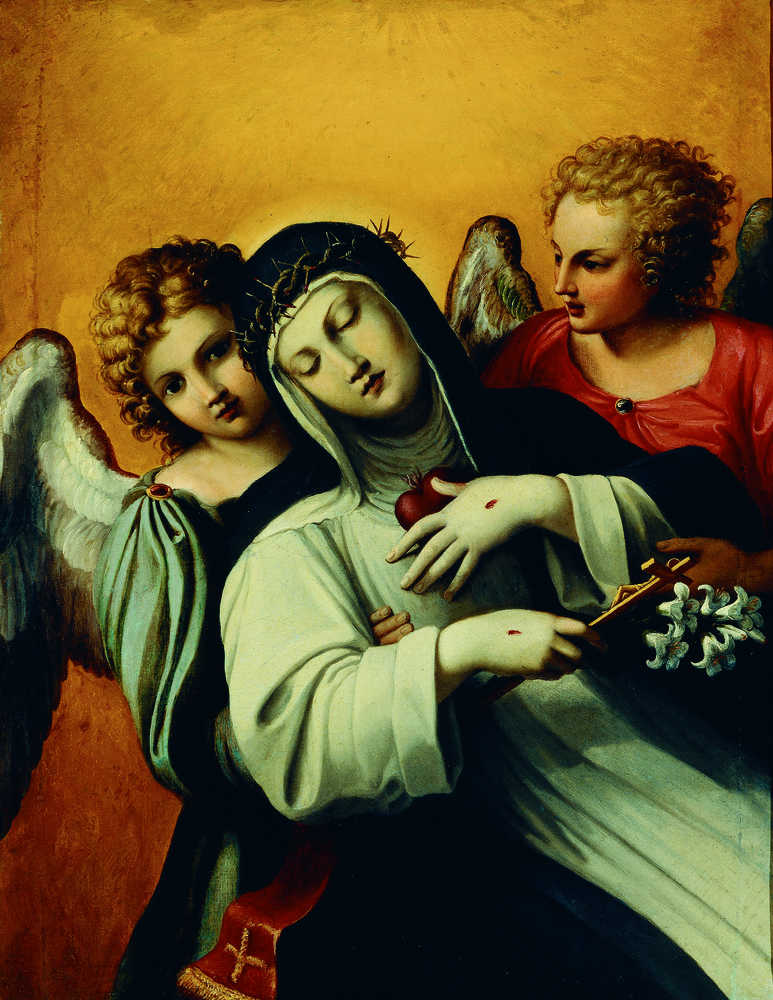
Худ. Агостіно. Св. Катерина Сієнська з янголами, 1590 р.